# یواس‌اس کراون (تی‌بی-۱۰)
یواس‌اس کراون (تی‌بی-۱۰) (به انگلیسی: USS Craven (TB-10)) یک کشتی بود، که طول آن ۱۵۱ فوت ۴ اینچ (۴۶٫۱۳ متر) بود. این کشتی در سال ۱۸۹۹ ساخته شد.